# Spada lui William Wallace

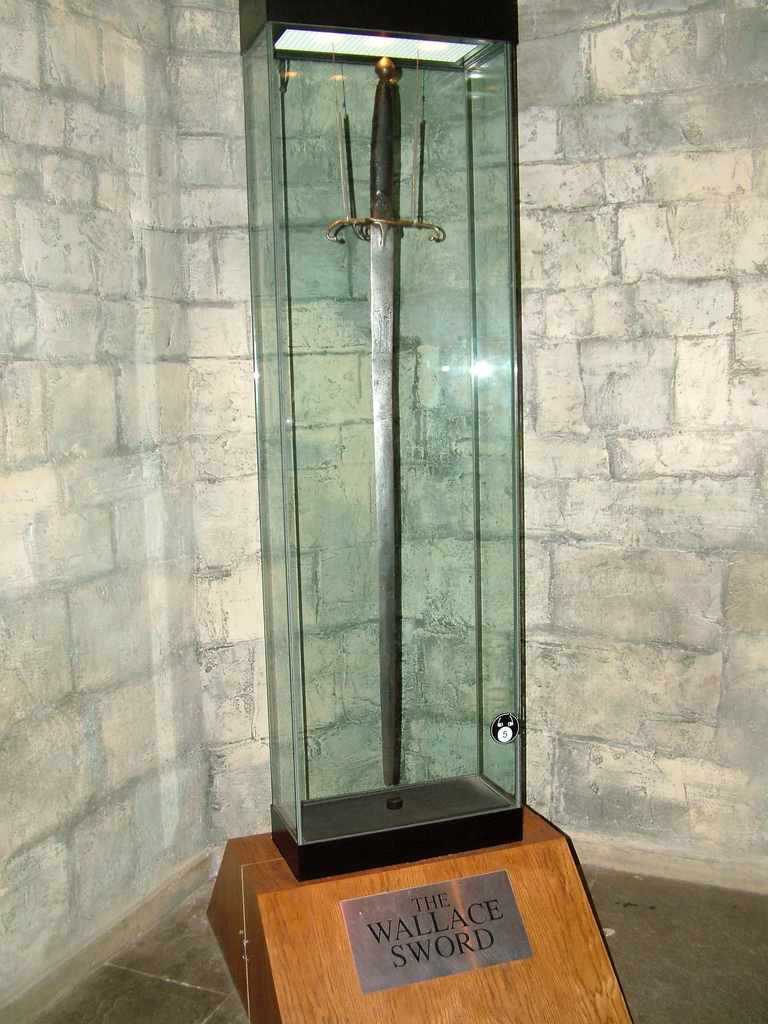
Spada lui Wallace.

Spada lui William Wallace este o armă pentru două mâini veche presupusă să fi aparținut lui William Wallace (1272-1305), un cavaler și patriot scoțian care a condus o rezistență împotriva ocupării engleze a Scoției în timpul Războaielor de Independență Scoțiene. Este considerată că a fost folosit de către William Wallace în bătălia de la Stirling Bridge (1297) și în bătălia de la Falkirk (1298).
Lama spadei are o lungime de 132 cm, iar cu mâner atinge 168  și cântărește 2,7 kg. Lățimea lamei variază de la 5,7 cm la gardă la 1,9 cm. 

## Istorie

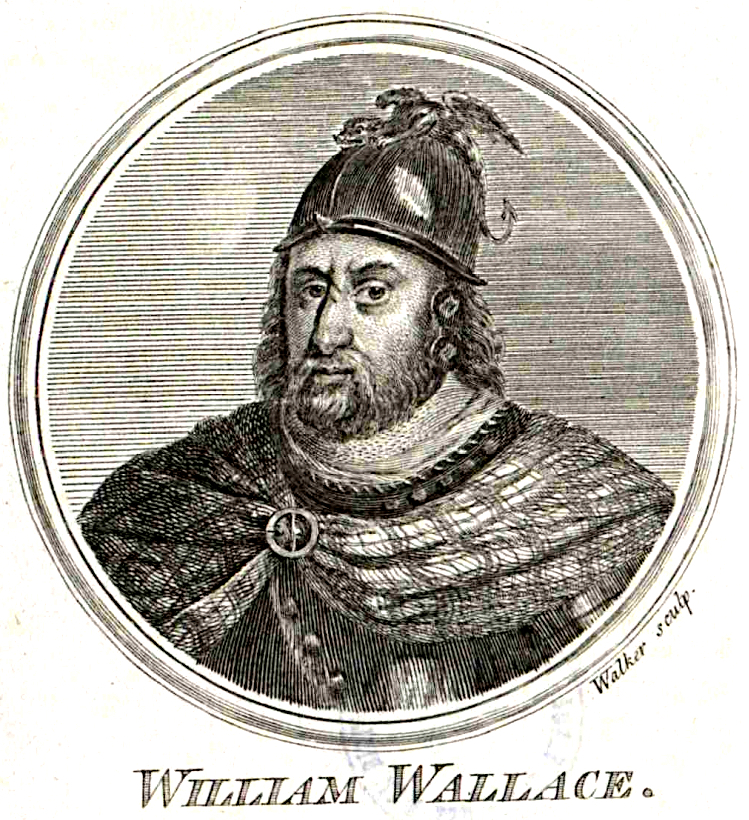
William Wallace

După execuția lui William Wallace în 1305, Sir John de Menteith, guvernatorul castelului Dumbarton a primit sabia în luna august a acelui an. Dar nu există scrieri în acest sens. Două sute de ani mai târziu, în 1505, sursele care au supravietuit afirmă că, la porunca regelui James al IV-lea al Scoției, a plătit un armurier cu 26 de șilingi pentru legarea de sabie lui Wallace cu cabluri de mătase și furnizându-i un nou mâner și plomet, de asemenea, cu o nouă teacă și centură. Aceste reparații ar fi fost necesar, deoarece, conform legendei, teacă originală, mânerul și centură au fost făcute din pielea uscată a lui Hugh Cressingham, unul dintre comandanții englezi din bătălia de la Stirling Bridge.
În 1875 o scrisoare de la Ministerul de Război a informat că sabia în 1825 a fost trimisă în Turnul Londrei pentru a fi reparată. La acel moment a fost dată unui dr. Samuel Meyrick de către ducele de Wellington pentru examinare.
Dr. Meyrick a fost un expert în săbii vechi, dar el a estimat vârsta sabiei, prin examinarea suporturile, care au fost înlocuite la începutul secolului al XVI-lea. Astfel, el a ajuns la concluzia că sabia nu ar putea data mai devreme de secolul al XV-lea. Cu toate acestea, el nu a ținut cont de lama, care trebuia să fi avut o anumită importanță pentru James al IV-lea să fie legată în mătase. Spada a fost recuperată de la Dumbarton de Charles Rogers, autorul The Book of Wallace. Rogers, pe 15 octombrie 1888, a reînnoit o corespondență cu secretarul de stat pentru război, cu rezultatul că generalul din nordul Marii Britanie a fost autorizat pentru a livra arma pentru păstrarea în Monumentul Wallace.